# 阿库托

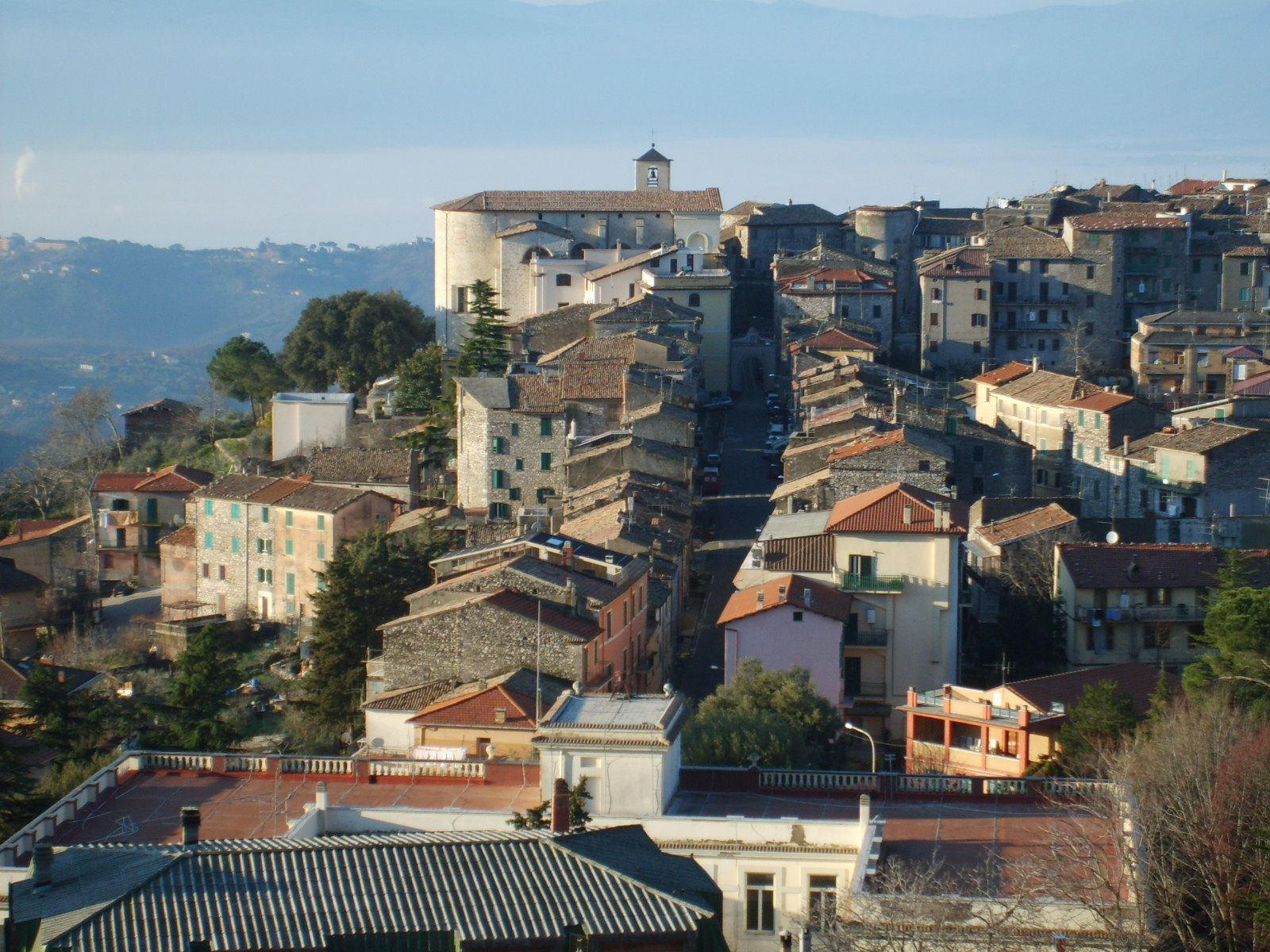
阿库托

阿库托（義大利語：Acuto）是意大利拉齐奥大区弗罗西诺内省的市镇，位于罗马东边60公里、弗罗西诺内西北20公里处。市镇面积13.4平方公里，人口1,918人（2017年）。